# جزيرة روزفلت
جزيرة روزفلت هي جزيرة صغيرة في مدينة نيويورك في نهر الشرق. تقع بين جزيرة مانهاتن إلى الغرب وبلدة كوينز في لونغ آيلاند من الشرق، وتبلغ مساحتها الإجمالية 147 أكر (0.59 كـم2) . وكان عدد سكانها 9520 اعتبارًا من العام 2000 .  كان عدد سكانها 11661 اعتبارًا من 2010 تعداد الولايات المتحدة.
تقع الجزيرة أسفل جسر كوينزبورو، ولا يمكن الوصول إليها مباشرة من الجسر نفسه. تستخدم حركة مرور المركبات جسر جزيرة روزفلت للوصول إلى الجزيرة من أستوريا ، كوينز، على الرغم من أن الجزيرة ليست مصممة لحركة مرور المركبات ولديها العديد من المناطق المصممة كمناطق خالية من السيارات. توجد العديد من خيارات النقل العام للوصول إلى الجزيرة. يربط ترام جزيرة روزفلت، أقدم خط ترام حضري للركاب في الولايات المتحدة، الجزيرة بالجانب الشرقي العلوي لجزيرة مانهاتن. تنقل محطة جزيرة روزفلت قطاري F و <F> لمترو أنفاق مدينة نيويورك. تحتفظ NYC Ferry أيضًا برصيف على الجانب الشرقي من الجزيرة. يتم توفير النقل داخل الجزيرة بواسطة خدمة Red Bus .

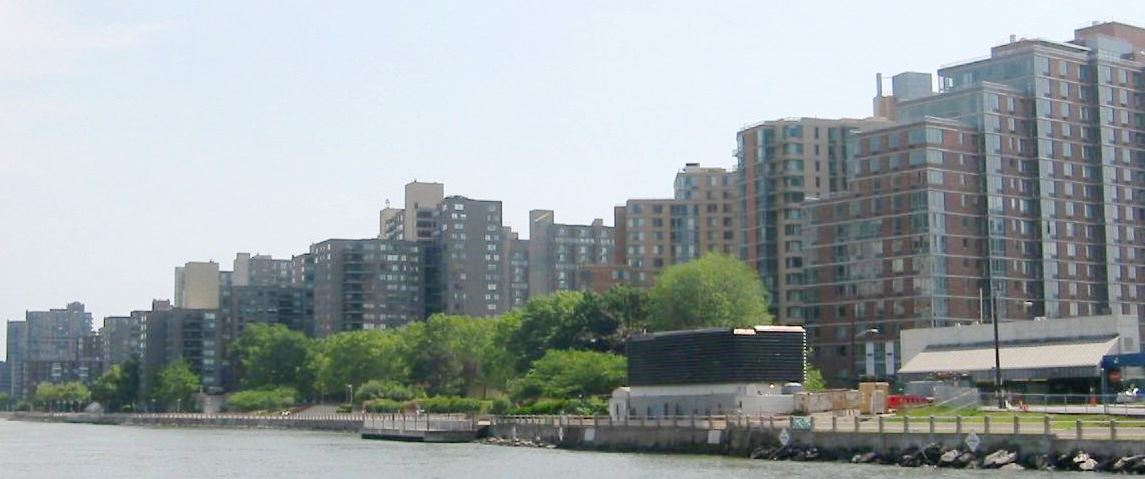
مباني جزيرة روزفلت

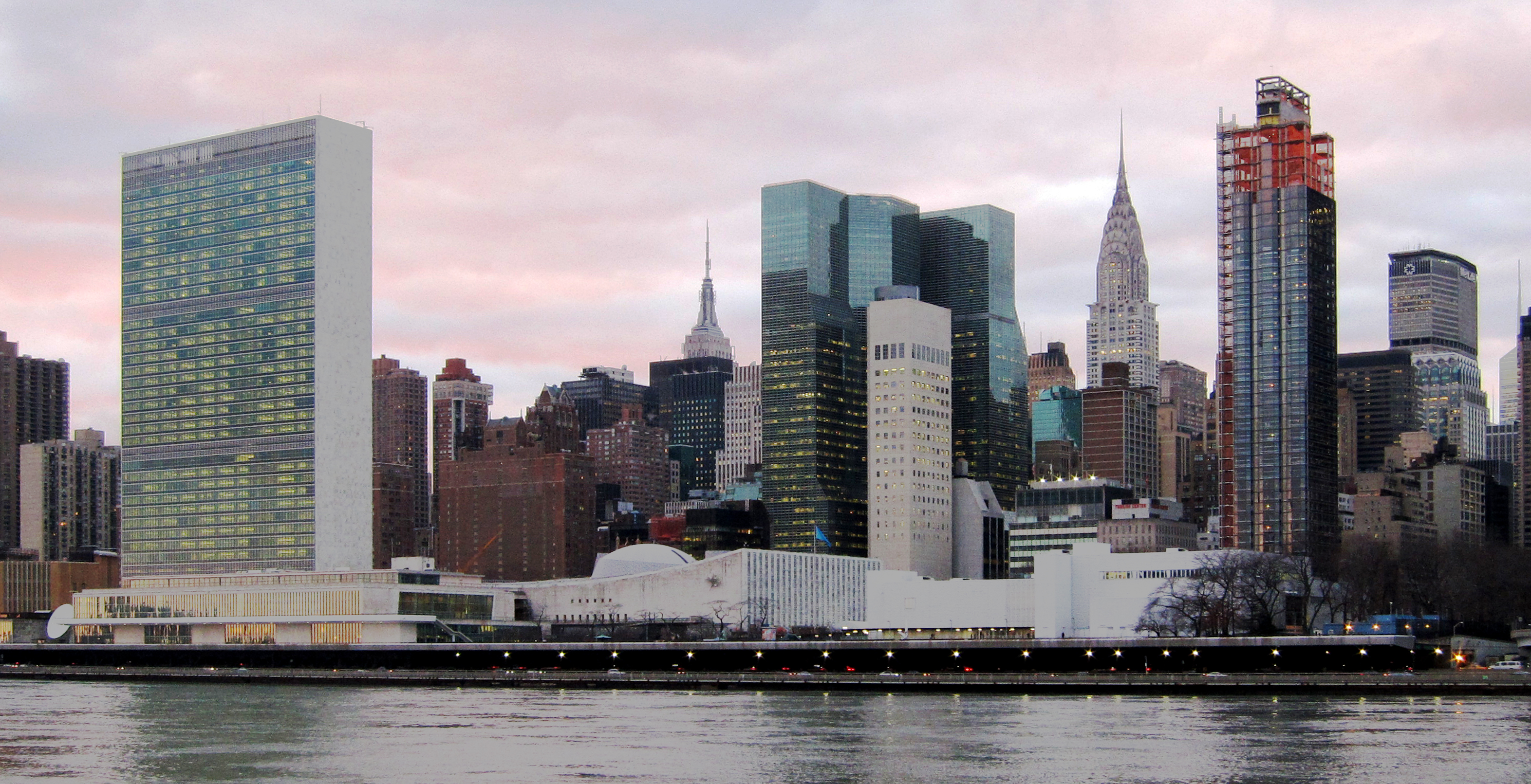
مقر الأمم المتحدة كما يشاهد من جزيرة روزفلت

## سكان وزوار بارزون

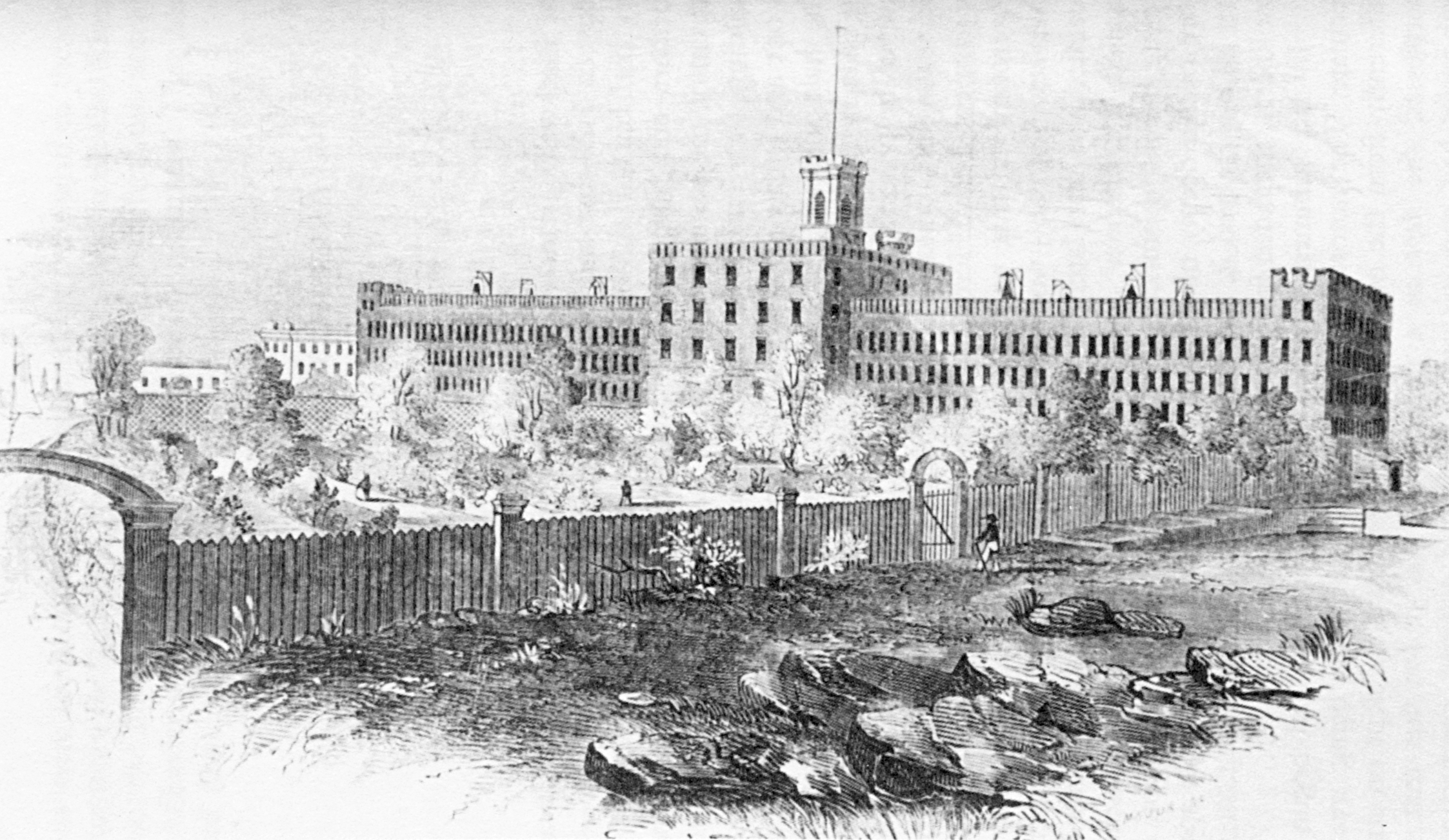
سجن في جزيرة بلاكويل عام 1853

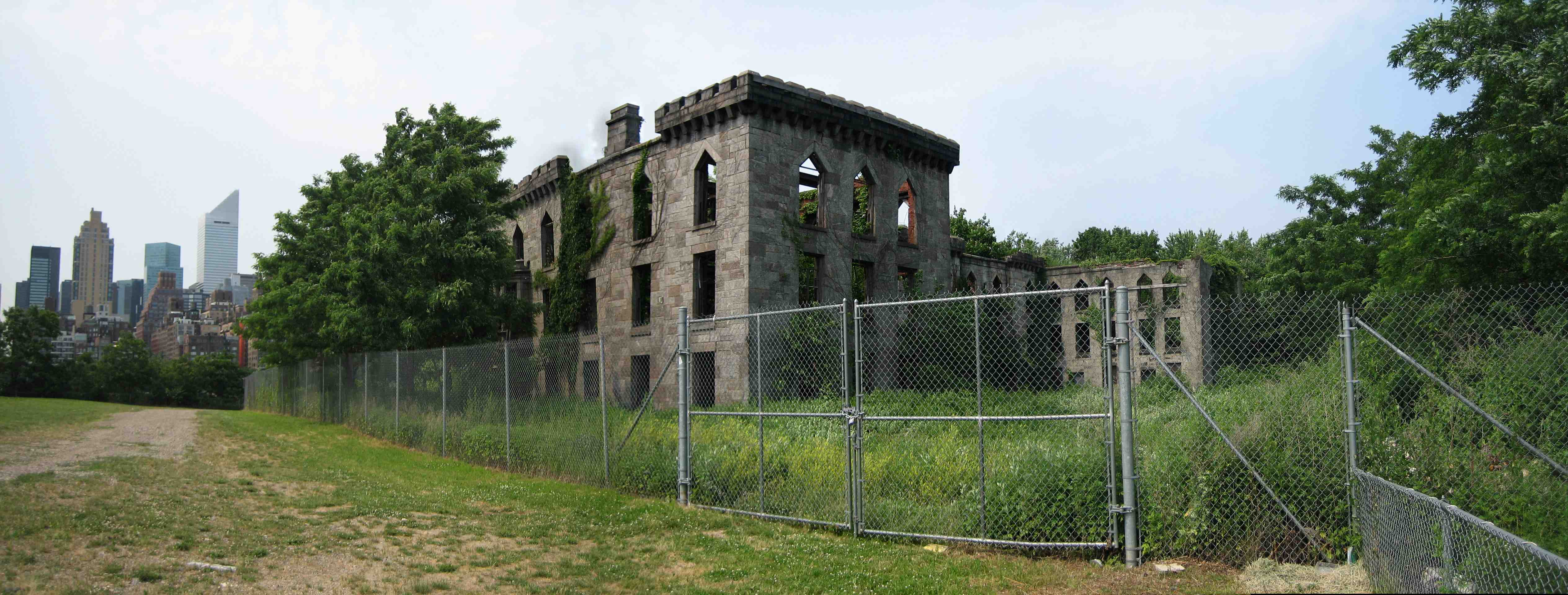
أنقاض مستشفى الجدري 2007

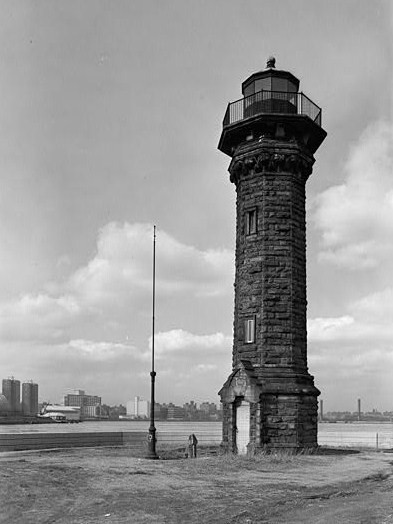
منارة جزيرة روزفلت عام 1970

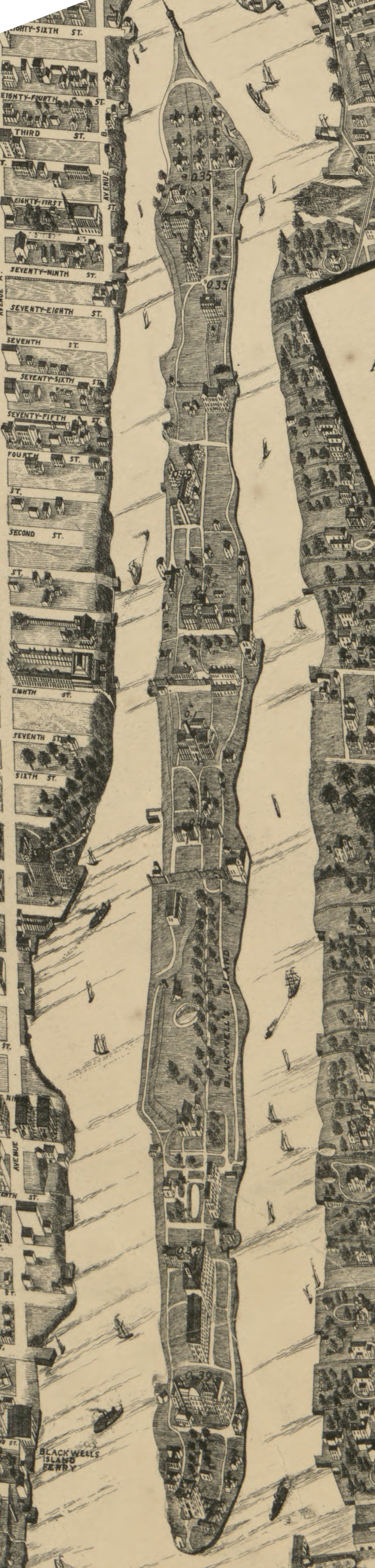
تفاصيل جزيرة روزفلت ، من خريطة تايلور لنيويورك في

نظرًا لقربها من مقر الأمم المتحدة، لطالما كانت جزيرة روزفلت حيًا شهيرًا للدبلوماسيين وموظفي الأمم المتحدة.

### سجناء
- جورج أبو - فنان النشل والمحتال. يقدم كاتب سيرة ذاتية وصفًا للسجن في جزيرة بلاكويل في النصف الأخير من القرن التاسع عشر على أنه يتسم بتراخي الأمن، مع قدرة السجناء على الهروب إذا كانوا يعرفون كيفية السباحة.[3]
- إيدا كرادوك - أدين بتهمة الفحشاء بموجب قوانين كومستوك
- جورج واشنطن ديكسون - خدم ستة أشهر بتهمة التشهير ضد القس فرانسيس إل هوكس
- فريتز جوبير دوكين - جاسوس نازي وزعيم عصابة دوكين التجسسية، وهي أكبر قضية تجسس مدان في تاريخ الولايات المتحدة
- بيكي اديلسون - لاستخدامها لغة تهديد أثناء إلقاء خطاب [4]
- إيما جولدمان - عدة مرات، لأنشطة دعم الفوضى وتحديد النسل وضد مشروع الحرب العالمية الأولى
- بيلي هوليداي - خدم بتهمة الدعارة
- ماري جونز - عاهرة متحولة جنسياً من القرن التاسع عشر كانت مركز اهتمام وسائل الإعلام لمجيئها إلى المحكمة مرتدية ملابس نسائية.[5]
- يوجين ريسينج - مصمم أسلحة نارية أدين بانتهاك قانون سوليفان [6]
- مدام ريستل - لإجراء عمليات الإجهاض
- شولتز الهولندي - اعتقل بتهمة السطو
- بوس تويد - قضى عام واحد في تهم تتعلق بالفساد
- ماي وست - قضت ثمانية أيام في تهمة الفحشاء العلنية عن مسرحية الجنس

### الزائرين
- تشارلز ديكنز - وصف الأوضاع في «المثمن»، وهو ملجأ للمصابين بأمراض عقلية يقع في الجزء الشمالي من الجزيرة، في مذكراته الأمريكية (1842)
- وليام والاس سانجر - أشرف على مقابلات الشرطة مع 2000 عاهرة في جزيرة بلاكويل وكتب النتائج في كتاب تاريخ الدعارة (1858)
- جوزيف ليستر - قرب نهاية رحلته إلى الولايات المتحدة، أجرى ليستر، بدعوة من الجراح ويليام فان بيورين، عملية جراحية في مستشفى Charity في جزيرة بلاكويل. (1876)
- نيللي بلي - ذهبت متخفية كمريضة في لجوء النساء المجنونة وأبلغت عما حدث في نيويورك وورلد وكذلك كتابها عشرة أيام في بيت مجنون (1887)

### سكان
السكان الحاليون
- جونا بوبو (مواليد 1997) - ممثل [7]
- مايكل برودسكي (مواليد 1948) - مؤلف [8]
- روي إيتون (مواليد 1930) - عازف البيانو [9]
- بول فينمان (مواليد 1960) - قاضي مساعد في محكمة الاستئناف بنيويورك.[10]
- تيم كيلر (مواليد 1950) - كاتب ووزير مسيحي [11]

المقيمين السابقين
- كوفي عنان (1938-2018) - الأمين العام السابق للأمم المتحدة [12]
- ميشيل باتشيليت (مواليد 1951) - رئيسة تشيلي والمديرة التنفيذية لهيئة الأمم المتحدة للمساواة بين الجنسين وتمكين المرأة (هيئة الأمم المتحدة للمرأة).[13]
- أليس تشيلدرس (1912-1994) - كاتب مسرحي ومؤلف
- بيلي كروفورد (مواليد 1982) - مغني وكاتب أغاني وممثل [14]
- مايك إيبس (مواليد 1970) - ممثل كوميدي وممثل ومنتج أفلام وكاتب ومغني راب[15]
- ويندي فيتزويليام (مواليد 1972) - ملكة جمال الكون السابقة وملكة جمال ترينيداد وتوباغو [ بحاجة لمصدر ]
- أماندا فورسيث (مواليد 1976) - سوبرانو غنائي خفيف معروفة بتفسيراتها لموسيقى الباروك وأعمال روسيني.[16]
- بادي هاكيت (1924-2003) - ممثل كوميدي وممثل [17]
- آل لويس (1923-2006) - ممثل، اشتهر باسم «الجد» في فيلم The Munsters [18][19]
- سارة جيسيكا باركر (مواليد 1965) - ممثلة [20]
- أندريا روزين (مواليد 1974) - ممثل كوميدي [21]
- جون سيامبي (مواليد 1970) - مذيع ESPN [22]
- ليندسي سكوت - عارضة أزياء، ممثلة، مطور برامج تطبيقات الجوال لنظام التشغيل iOS [23]
- فاس واتلي (مواليد 1964) - شارك سابقًا في استضافة برنامج رون وفاس على راديو القمر الصناعي Sirius XM [ بحاجة لمصدر ]

## روابط خارجية
ريوك:
- الموقع الرسمي
 لـ RIOC، Roosevelt Island Operating Corporation
  - باركس آند ريكريشن موقع الويب الخاص بشركة تشغيل روزفلت آيلاند للأحداث والعضويات والتصاريح
- جمعية سكان جزيرة روزفلت

موارد المجتمع والأخبار والأحداث والقضايا:
- الشارع الرئيسي واير نسخة محفوظة 29 مارس 2014 على موقع واي باك مشين.
  - التسلسل الزمني لتاريخ الجزيرة ، بواسطة The Main Street WIRE
- روزفلت آيلاندر ، مدونة بقلم ريك أوكونور

آخر:
- جزيرة روزفلت 360
- 1903 بانوراما جزيرة بلاكويل، نيويورك ، مكتبة الكونغرس، صورة توماس أديسون المتحركة
- الجزيرة لا أحد يعرف ، كتالوج معرض رقمي بالكامل عن جزيرة روزفلت من متحف متروبوليتان للمكتبات الفنية